# Mario Cisneros
Mario Cisneros (* 21. Januar 1961 in Mexiko-Stadt) ist ein ehemaliger mexikanischer Fußballspieler  auf der Position eines Verteidigers. 

## Laufbahn
Erstmals im Alter von 23 Jahren kam Cisneros im Dress seines „Heimatvereins“ Atlante in einem am 4. November 1984 ausgetragenen Heimspiel gegen den Club Atlas (0:2) in einer Begegnung der mexikanischen Primera División zum Einsatz. Noch in derselben Saison 1984/85 gelang ihm für Atlante im Heimspiel gegen den Tampico-Madero FC sein erstes Tor in der höchsten Spielklasse Mexikos zum 3:1-Endstand in der 82. Minute. 
Nach drei Jahren bei Atlante wechselte Cisneros zur Saison 1987/88 zu den Ángeles de Puebla, für die er in 30 von 38 Punktspielen zum Einsatz kam und 29 Begegnungen über die volle Distanz von 90 Minuten bestritt. Nachdem die Ángeles ihre Erstligalizenz zum Saisonende an den Club Santos Laguna verkauft hatten, wechselte Cisneros im Sommer 1988 zum Aufsteiger Cobras Ciudad Juárez, denen er während ihrer kompletten vierjährigen Erstligazugehörigkeit bis 1992 angehörte. 